# Alpine
Alpine là nhà sản xuất ô tô thể thao và xe đua của Pháp. Được thành lập vào năm 1955 tại Dieppe, công ty đã trực thuộc tập đoàn Renault từ năm 1973.

## Các mẫu xe

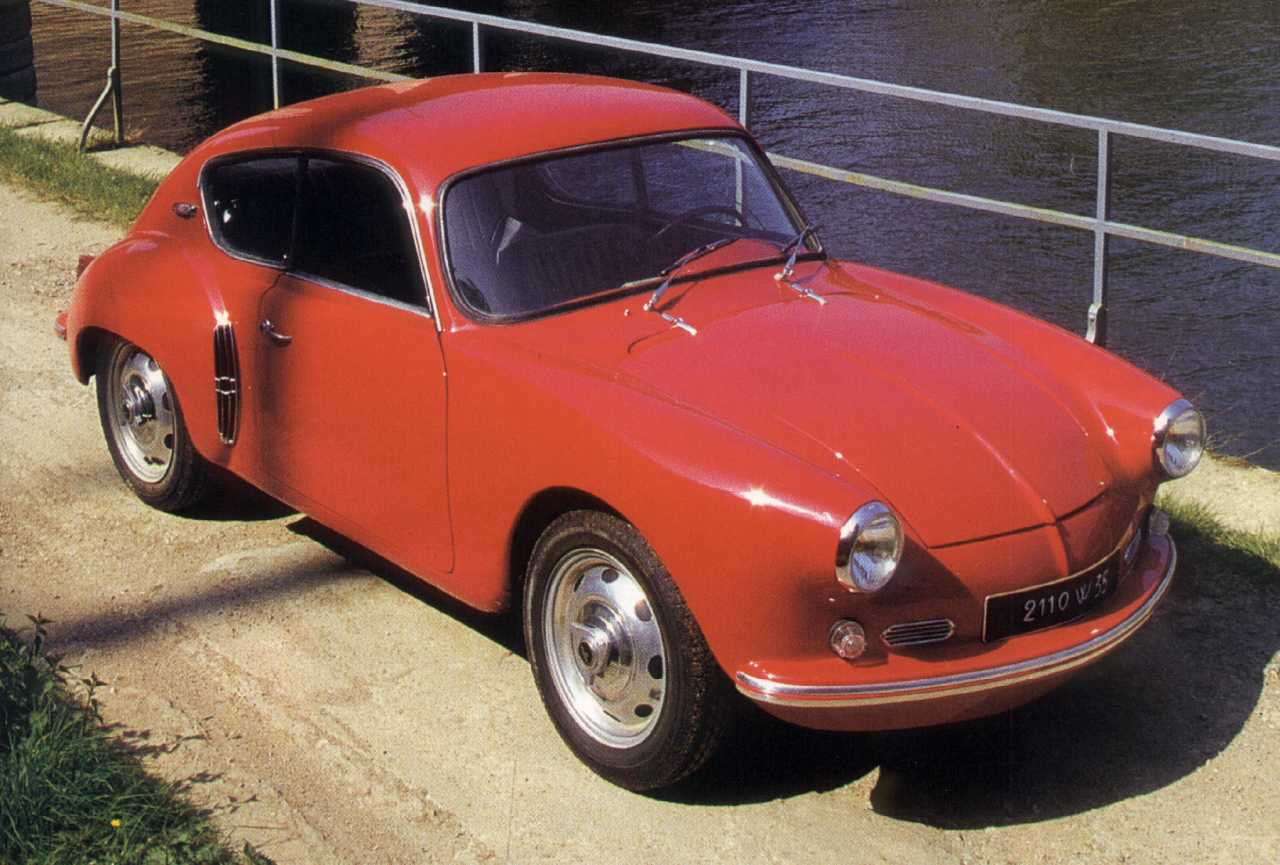
Alpine A110 (2017-nay)
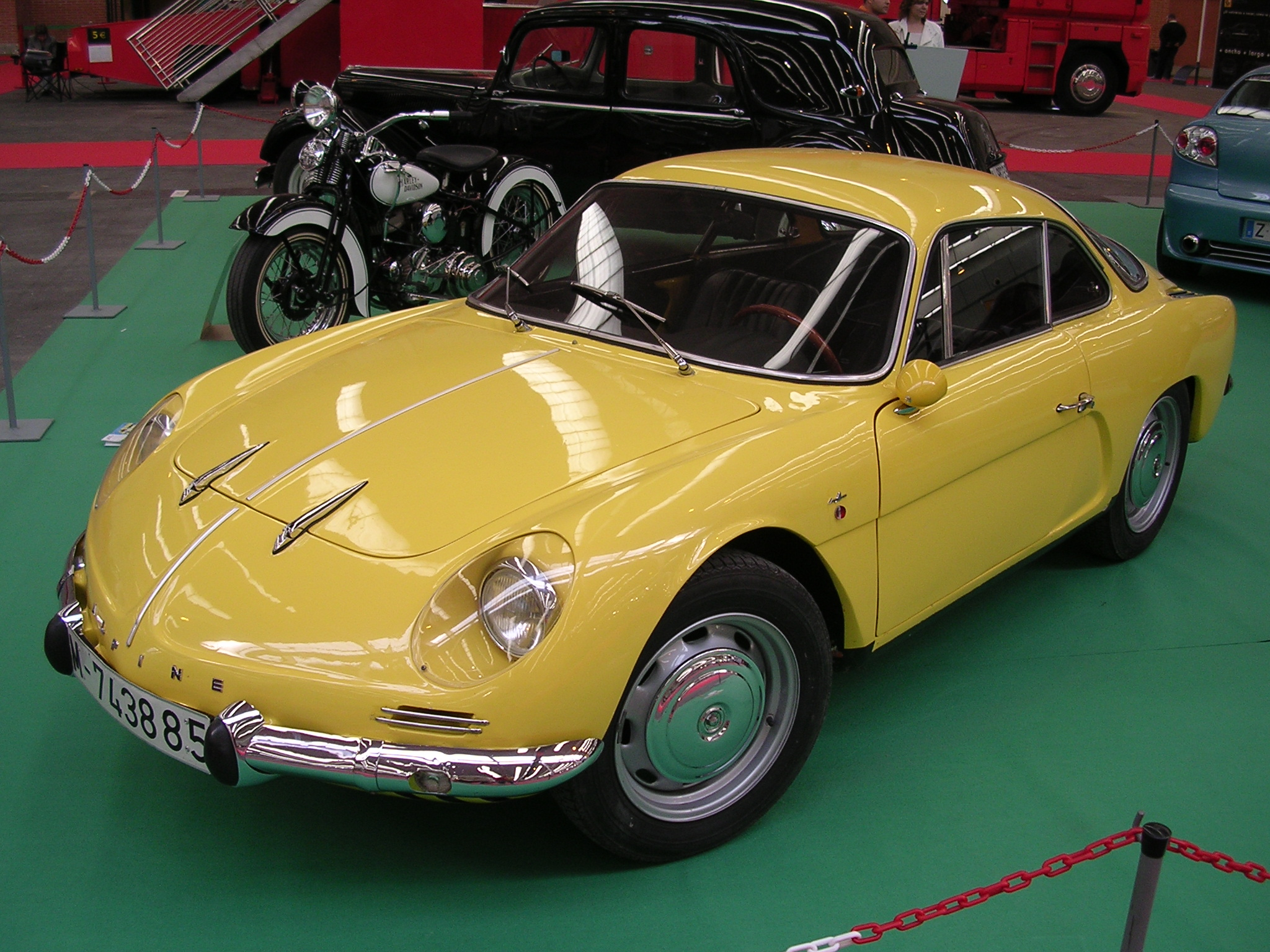
Alpine A290 (2024-nay)
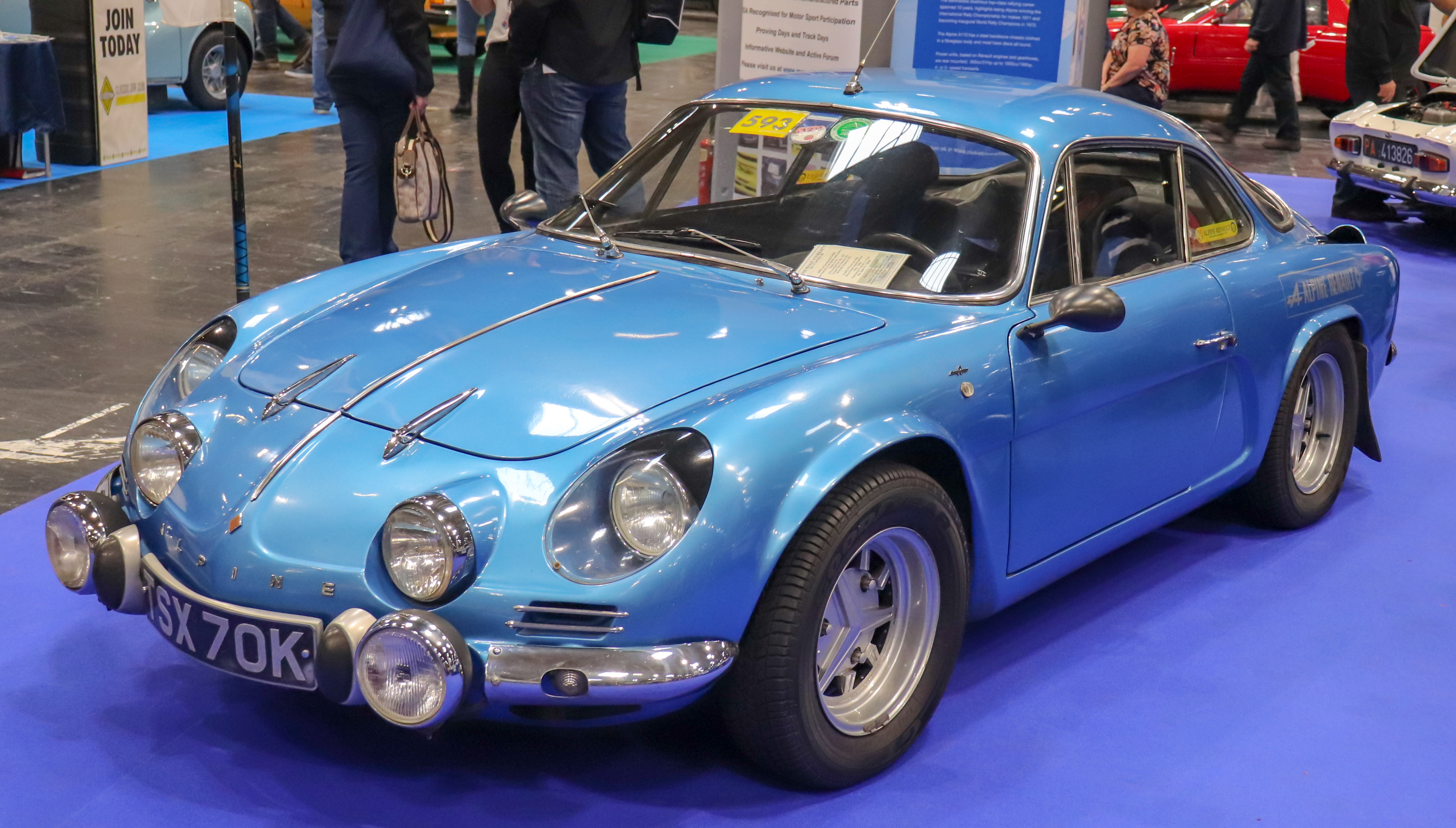
Alpine A390 (2025-nay)
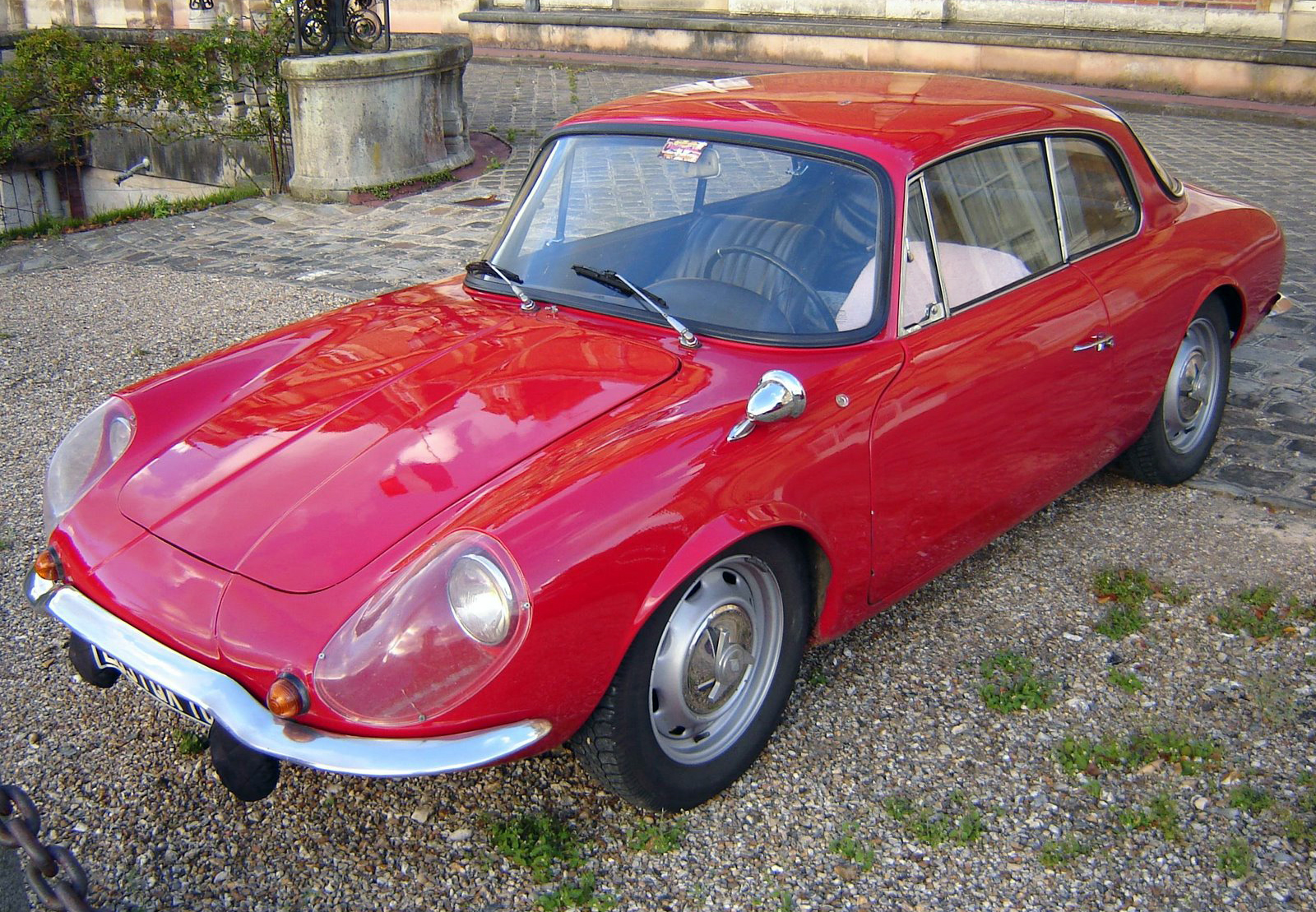
Alpine GT4
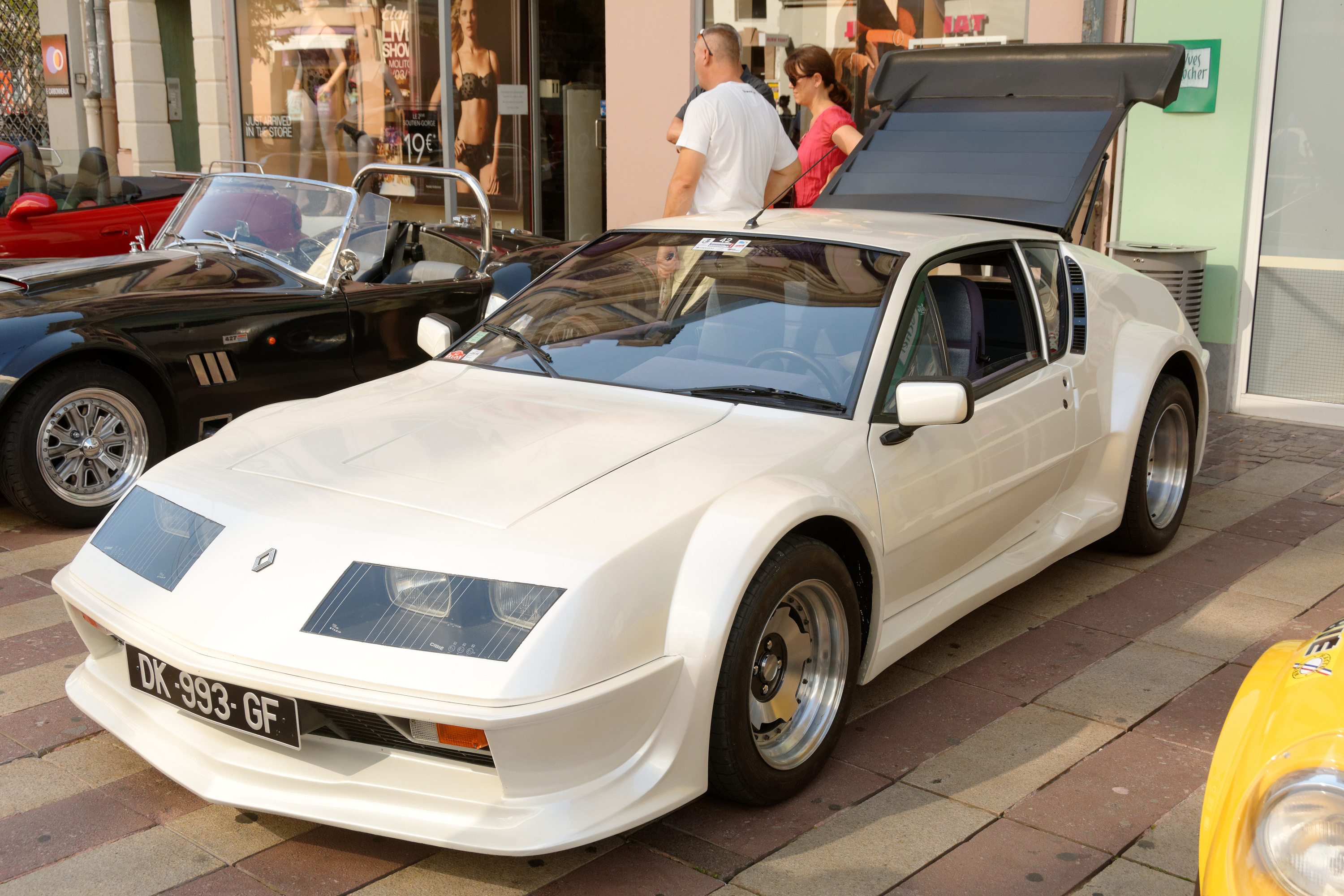
Alpine A310
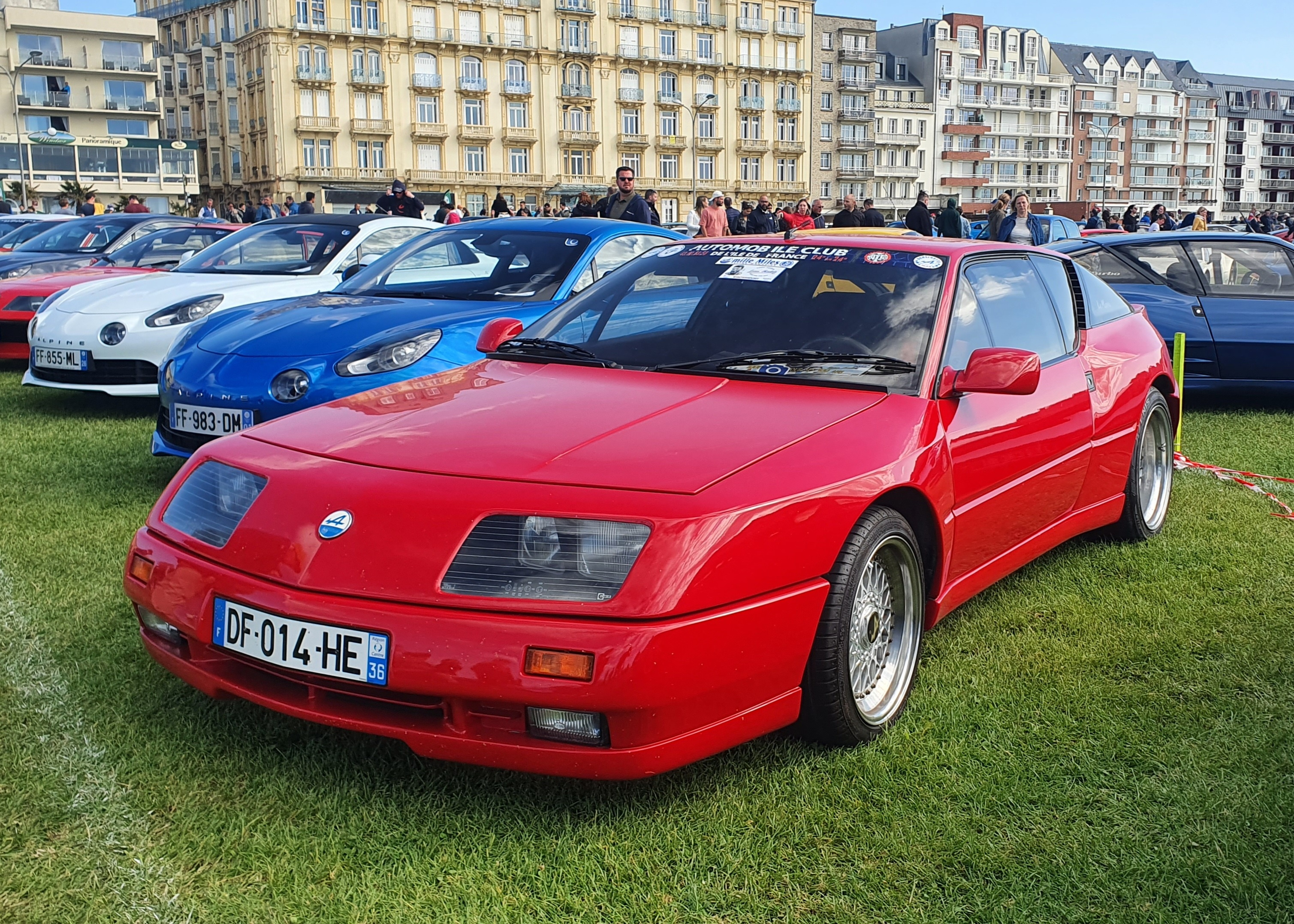
Alpine GTA
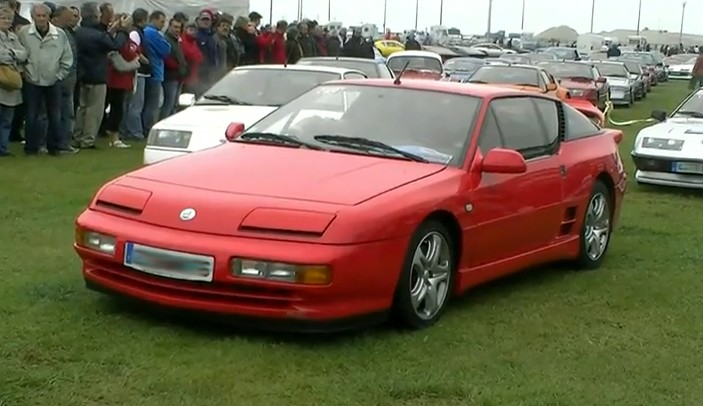
Alpine A610

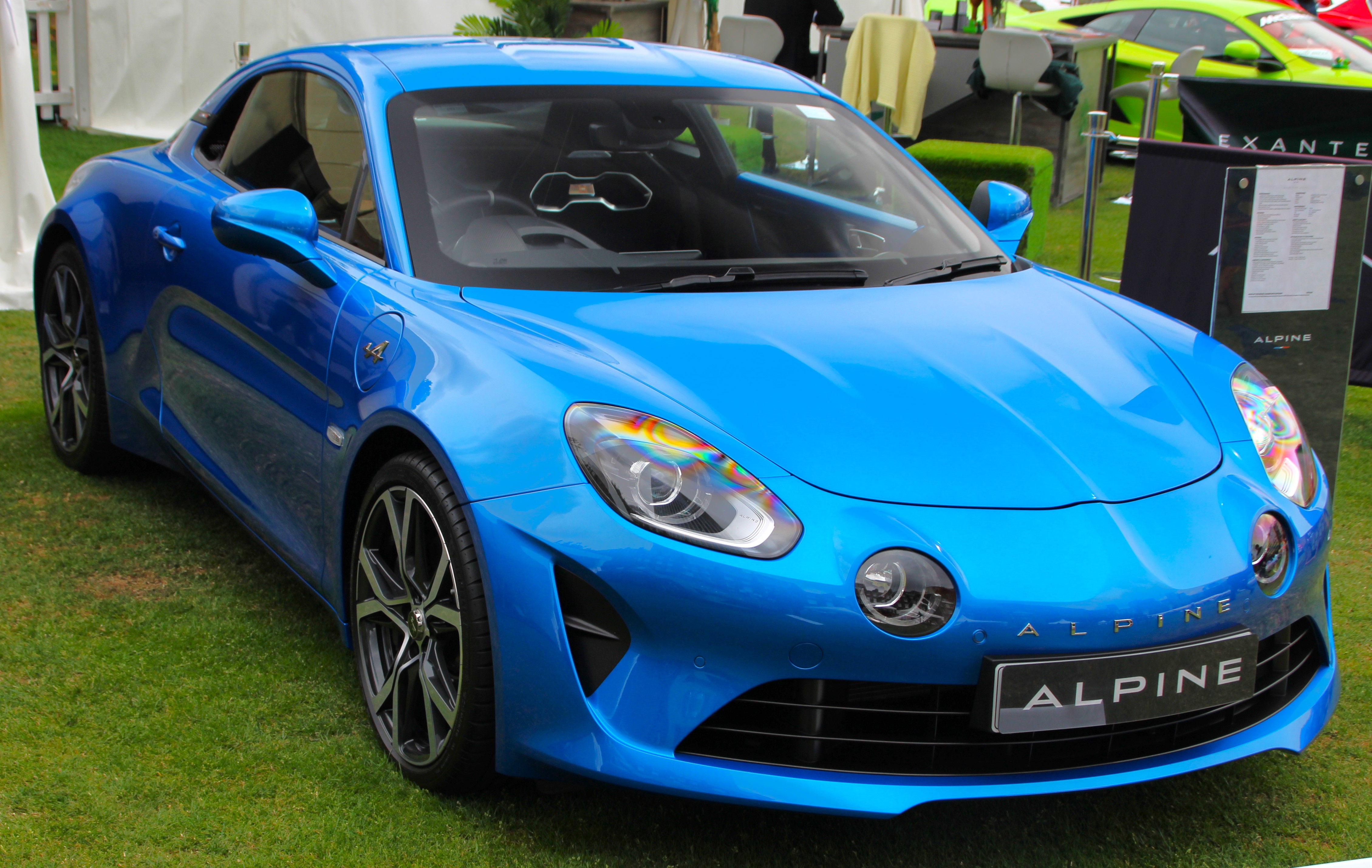
Alpine A110
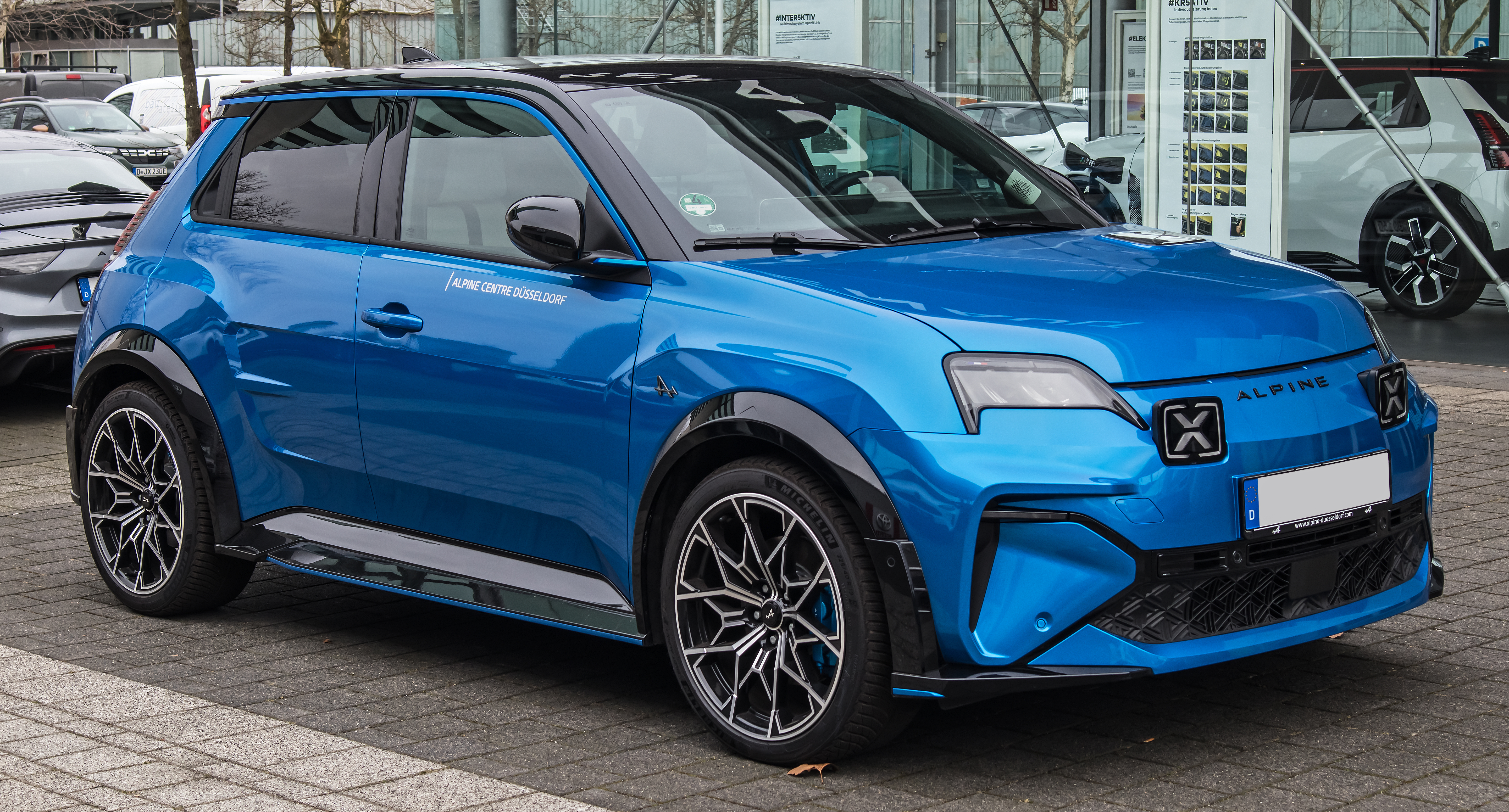
Alpine A290

- Alpine A106 (1955-1961)
- Alpine A108 (1958-1965)
- Alpine A110 (1962-1977)
- Alpine GT4 (1963–1969)
- Alpine A310 (1971-1984)
- Alpine GTA (1984-1991)
- Alpine A610 (1991-1995)

- Alpine A106
- Alpine A108
- Alpine A110
- Alpine GT4
- Alpine A310
- Alpine GTA
- Alpine A610

## Xe ý tưởng (Concept car)
- Renault Alpine A110-50 (2012)
- Alpine Vision Gran Turismo (2015)
- Alpine Vision (2016)
- Alpine Alpenglow (2022)
- Alpine A290 β (2023)
- Alpine A390 β (2024)

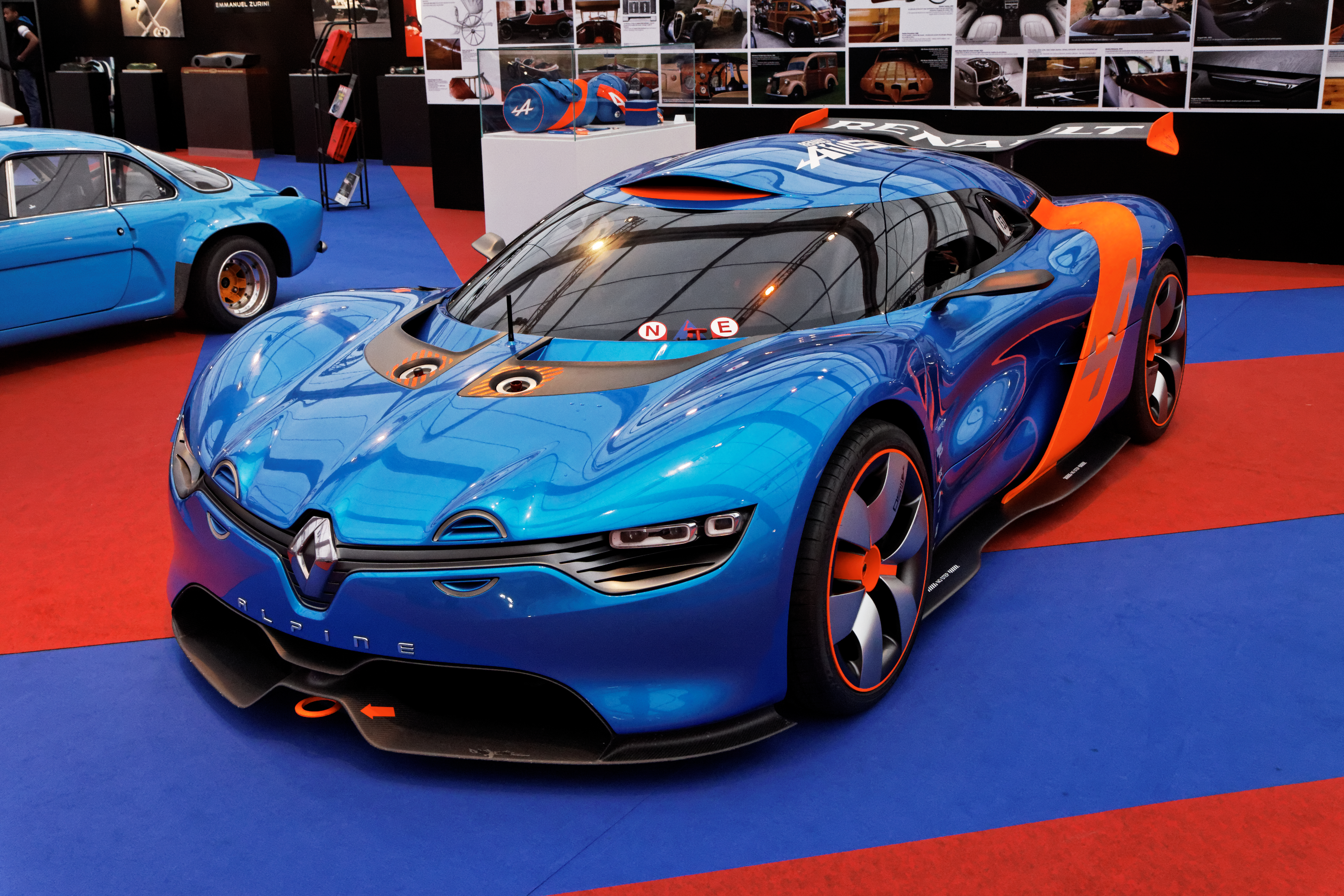
Renault Alpine A110-50
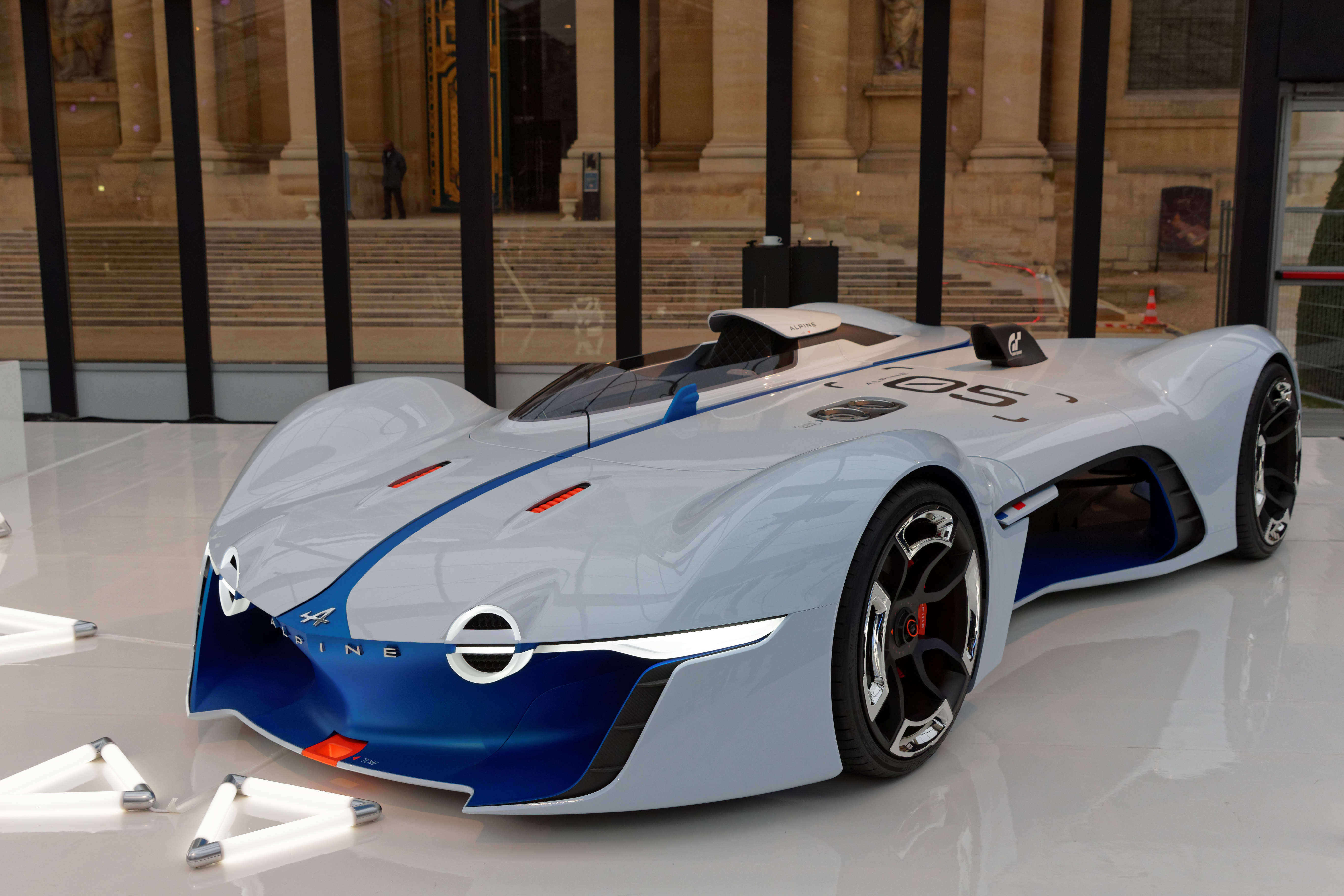
Alpine Vision Gran Turismo
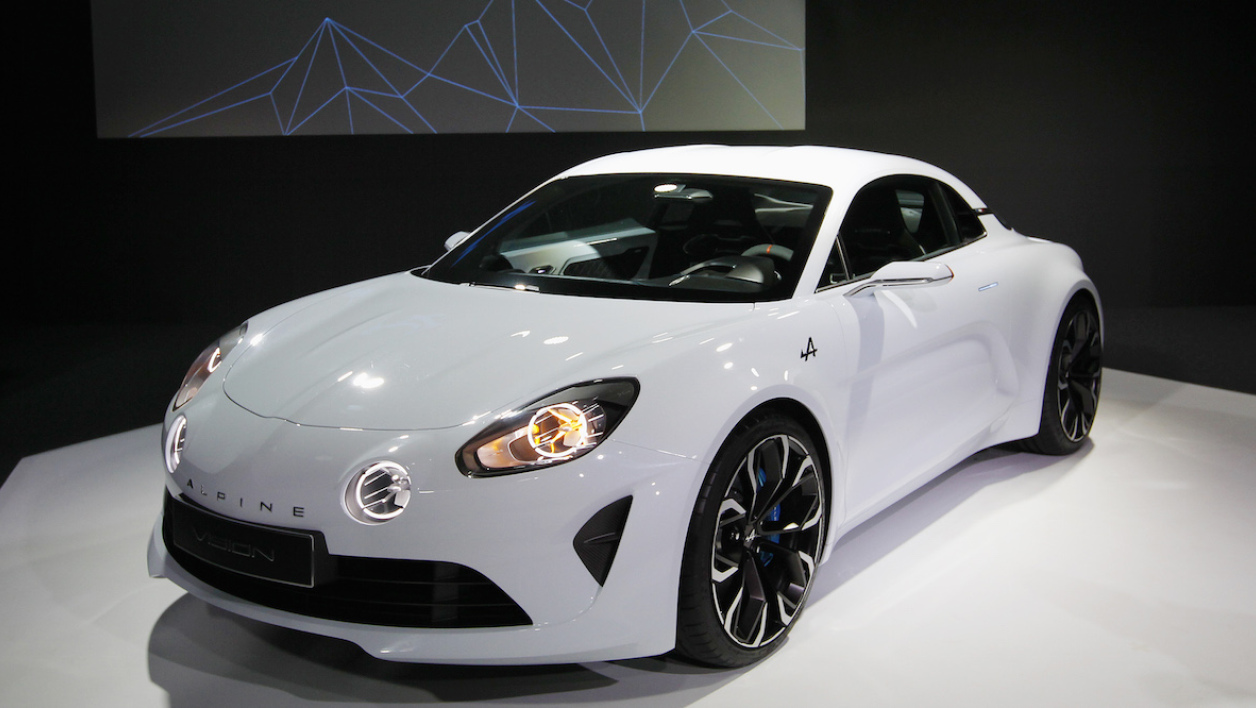
Alpine Vision
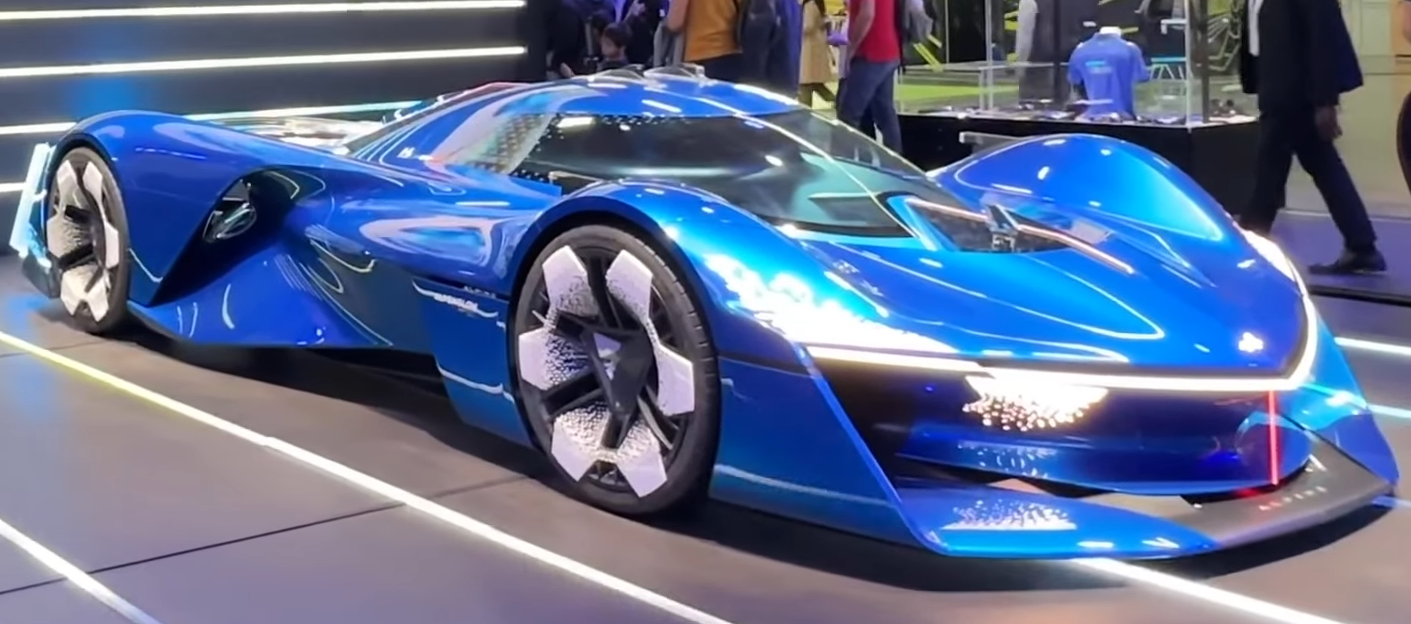
Alpine Alpenglow
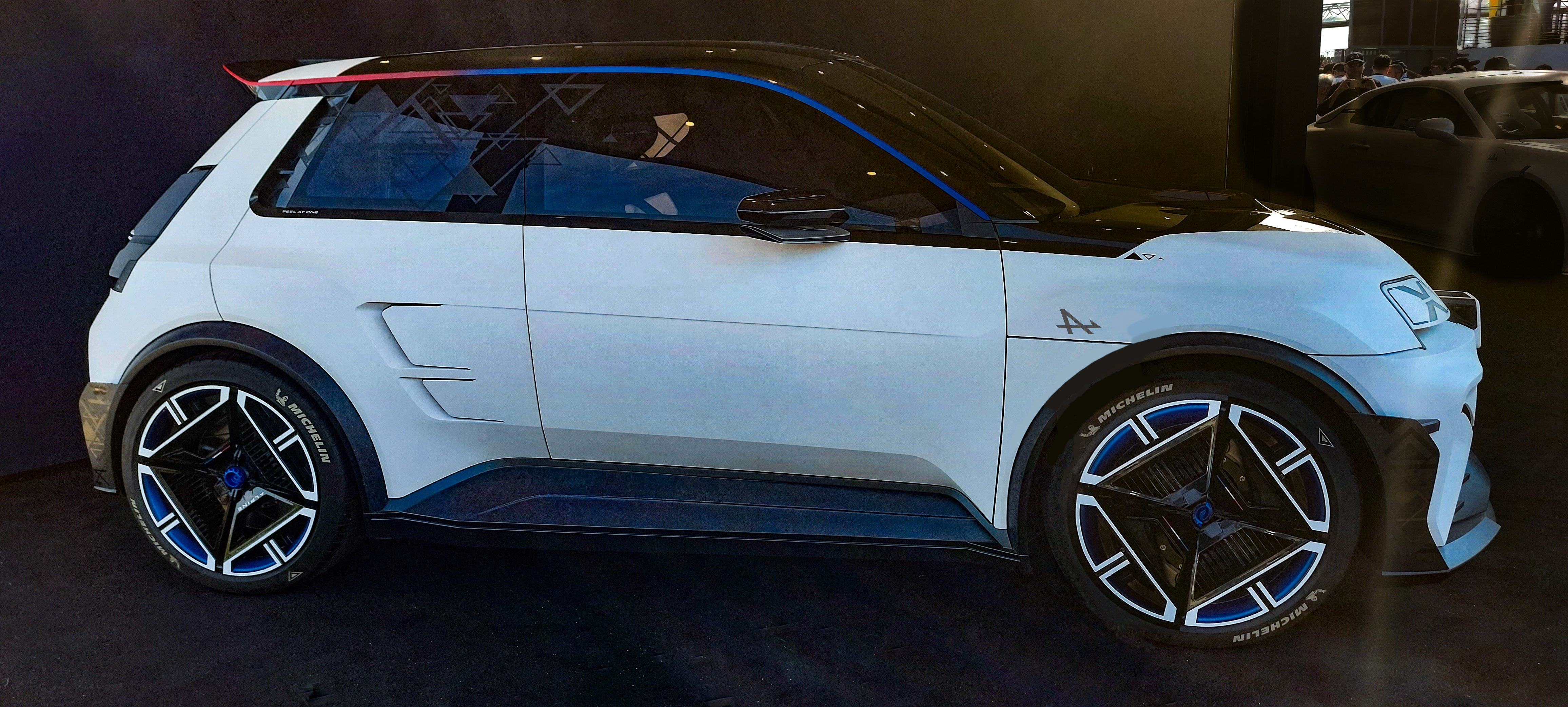
Alpine A290_β
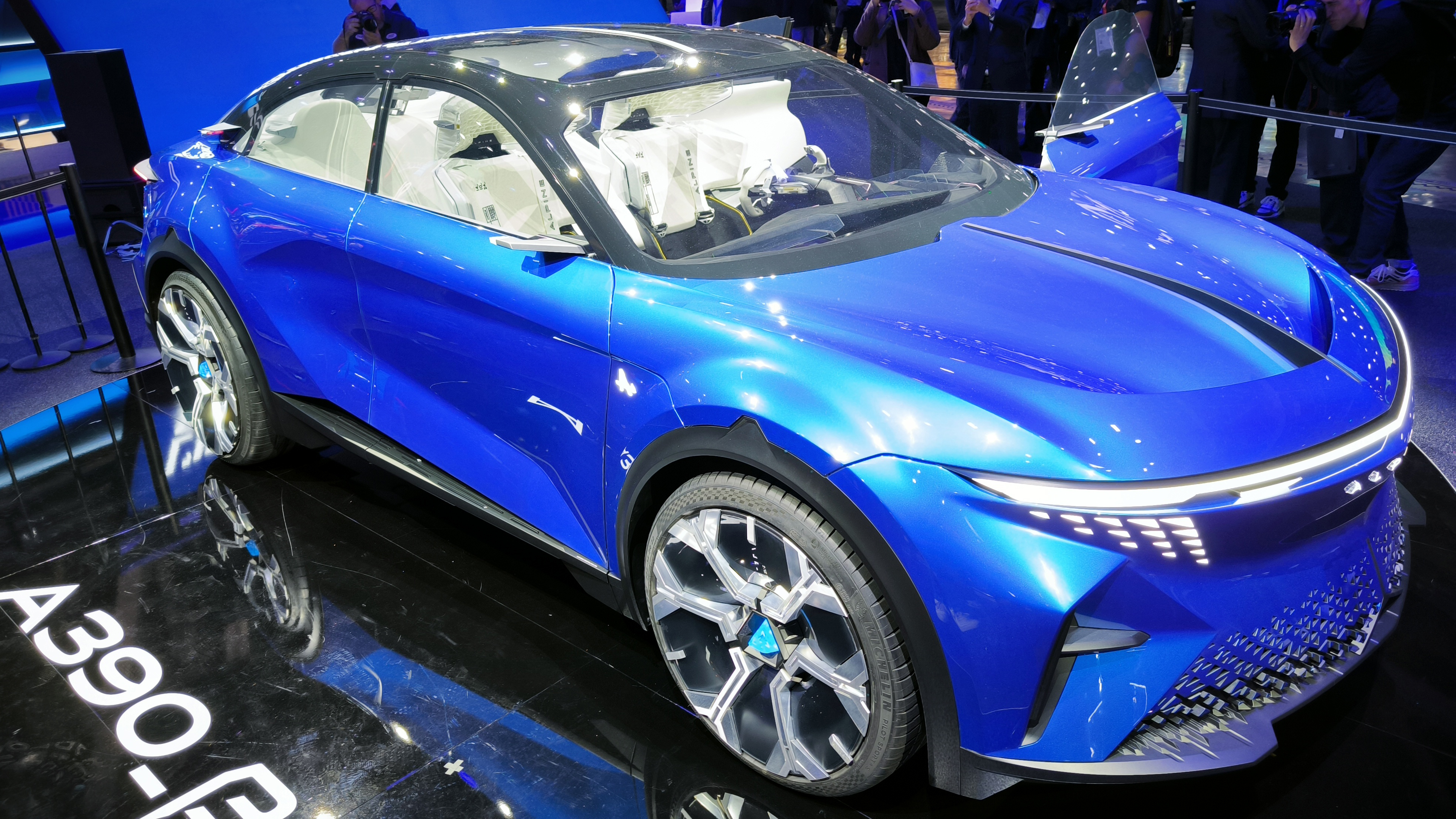
Alpine A390_β